# Hasan Şaş
Hasan Gökhan Şaş (Adana, 1º agosto 1976) è un allenatore di calcio ed ex calciatore turco, di ruolo centrocampista o attaccante.
Ha legato il suo nome particolarmente al Galatasaray, squadra nella quale ha trascorso 12 stagioni vincendo 5 campionati nazionali, 3 coppe, 1 Coppa UEFA e 1 Supercoppa UEFA nel 2000. Nel 2002 è candidato al Pallone d'oro, raggiungendo l'undicesima posizione.

## Caratteristiche tecniche
Era un'ala e seconda punta molto rapida nei movimenti con e senza la palla, dotato di un precisissimo quanto micidiale tiro dalla distanza e di una visione di gioco altrettanto efficace. La tecnica che possedeva lo ha reso uno dei più forti giocatori turchi di tutti i tempi, non a caso è stato corteggiato da alcune tra le maggiori squadre europee.

## Carriera

### Club
Cresciuto nelle giovanili dell'Adana Demirspor, nel 1995 viene acquistato dall'Ankaragücü, dove in 3 stagioni realizza 9 gol in 80 presenze.
Nel 1998 viene acquistato dal Galatasaray, andando così in vetta alla Süper Lig, rimanendoci fino al 2009. Nella stagione 1999-2000 vinse campionato, coppa nazionale e Coppa UEFA e in quella successiva vinse anche la Supercoppa UEFA contro il Real Madrid.

### Nazionale
Ha esordito in nazionale turca nel 1998 in amichevole contro la Russia. Ha conquistato il 3º posto ai mondiali 2002, dove ha realizzato le sue uniche reti con la nazionale, entrambe durante la fase a gironi: la prima nella sconfitta per 2-1 contro il Brasile, l'altra nel successo per 3-0 contro la Cina.
Il 1º marzo 2006 ha giocato la sua ultima gara in nazionale in amichevole contro la Repubblica Ceca.
In totale ha collezionato 40 partite segnando 2 reti con la selezione turca.

## Fuori dal campo
È apparso nel video di Shakira nel singolo Waka Waka (This Time for Africa).

## Statistiche

### Cronologia presenze e reti in nazionale
| Cronologia completa delle presenze e delle reti in nazionale ― Turchia | Cronologia completa delle presenze e delle reti in nazionale ― Turchia | Cronologia completa delle presenze e delle reti in nazionale ― Turchia | Cronologia completa delle presenze e delle reti in nazionale ― Turchia | Cronologia completa delle presenze e delle reti in nazionale ― Turchia | Cronologia completa delle presenze e delle reti in nazionale ― Turchia | Cronologia completa delle presenze e delle reti in nazionale ― Turchia | Cronologia completa delle presenze e delle reti in nazionale ― Turchia |
| Data                                                                   | Città                                                                  | In casa                                                                | Risultato                                                              | Ospiti                                                                 | Competizione                                                           | Reti                                                                   | Note                                                                   |
| ---------------------------------------------------------------------- | ---------------------------------------------------------------------- | ---------------------------------------------------------------------- | ---------------------------------------------------------------------- | ---------------------------------------------------------------------- | ---------------------------------------------------------------------- | ---------------------------------------------------------------------- | ---------------------------------------------------------------------- |
| 22-4-1998                                                              | Mosca                                                                  | Russia                                                                 | 1 – 0                                                                  | Turchia                                                                | Amichevole                                                             | -                                                                      | 75’                                                                    |
| 14-10-1998                                                             | Istanbul                                                               | Turchia                                                                | 1 – 3                                                                  | Finlandia                                                              | Qual. Euro 2000                                                        | -                                                                      | 83’                                                                    |
| 7-10-2000                                                              | Göteborg                                                               | Svezia                                                                 | 1 – 1                                                                  | Turchia                                                                | Qual. Mondiali 2002                                                    | -                                                                      | 76’                                                                    |
| 11-10-2000                                                             | Baku                                                                   | Azerbaigian                                                            | 0 – 1                                                                  | Turchia                                                                | Qual. Mondiali 2002                                                    | -                                                                      | 61’                                                                    |
| 28-2-2001                                                              | Amsterdam                                                              | Paesi Bassi                                                            | 0 – 0                                                                  | Turchia                                                                | Amichevole                                                             | -                                                                      | 46’                                                                    |
| 24-3-2001                                                              | Istanbul                                                               | Turchia                                                                | 1 – 1                                                                  | Slovacchia                                                             | Qual. Mondiali 2002                                                    | -                                                                      |                                                                        |
| 28-3-2001                                                              | Skopje                                                                 | Macedonia                                                              | 1 – 2                                                                  | Turchia                                                                | Qual. Mondiali 2002                                                    | -                                                                      |                                                                        |
| 25-4-2001                                                              | Gaziantep                                                              | Turchia                                                                | 0 – 2                                                                  | Albania                                                                | Amichevole                                                             | -                                                                      | 46’                                                                    |
| 15-8-2001                                                              | Oslo                                                                   | Norvegia                                                               | 1 – 1                                                                  | Turchia                                                                | Amichevole                                                             | -                                                                      | 46’                                                                    |
| 1-9-2001                                                               | Bratislava                                                             | Slovacchia                                                             | 0 – 1                                                                  | Turchia                                                                | Qual. Mondiali 2002                                                    | -                                                                      | 78’                                                                    |
| 5-9-2001                                                               | Istanbul                                                               | Turchia                                                                | 1 – 2                                                                  | Svezia                                                                 | Qual. Mondiali 2002                                                    | -                                                                      | 87’                                                                    |
| 6-10-2001                                                              | Chișinău                                                               | Moldavia                                                               | 0 – 3                                                                  | Turchia                                                                | Qual. Mondiali 2002                                                    | -                                                                      | 38’ 83’                                                                |
| 14-11-2001                                                             | Istanbul                                                               | Turchia                                                                | 5 – 0                                                                  | Austria                                                                | Qual. Mondiali 2002                                                    | -                                                                      | 86’                                                                    |
| 26-3-2002                                                              | Bochum                                                                 | Corea del Sud                                                          | 0 – 0                                                                  | Turchia                                                                | Amichevole                                                             | -                                                                      | 46’                                                                    |
| 3-6-2002                                                               | Ulsan                                                                  | Brasile                                                                | 2 – 1                                                                  | Turchia                                                                | Mondiali 2002 - 1º turno                                               | 1                                                                      |                                                                        |
| 9-6-2002                                                               | Incheon                                                                | Costa Rica                                                             | 1 – 1                                                                  | Turchia                                                                | Mondiali 2002 - 1º turno                                               | -                                                                      |                                                                        |
| 13-6-2002                                                              | Seul                                                                   | Turchia                                                                | 3 – 0                                                                  | Cina                                                                   | Mondiali 2002 - 1º turno                                               | 1                                                                      | 81’                                                                    |
| 18-6-2002                                                              | Rifu                                                                   | Giappone                                                               | 0 – 1                                                                  | Turchia                                                                | Mondiali 2002 - Ottavi di finale                                       | -                                                                      | 85’                                                                    |
| 22-6-2002                                                              | Osaka                                                                  | Senegal                                                                | 0 – 1 gg                                                               | Turchia                                                                | Mondiali 2002 - Quarti di finale                                       | -                                                                      |                                                                        |
| 26-6-2002                                                              | Saitama                                                                | Brasile                                                                | 1 – 0                                                                  | Turchia                                                                | Mondiali 2002 - Semifinale                                             | -                                                                      | 90’                                                                    |
| 21-8-2002                                                              | Trebisonda                                                             | Turchia                                                                | 3 – 0                                                                  | Georgia                                                                | Amichevole                                                             | -                                                                      | 60’                                                                    |
| 12-10-2002                                                             | Skopje                                                                 | Macedonia                                                              | 1 – 2                                                                  | Turchia                                                                | Qual. Euro 2004                                                        | -                                                                      | 46’ 90+1’                                                              |
| 20-11-2002                                                             | Pescara                                                                | Italia                                                                 | 1 – 1                                                                  | Turchia                                                                | Amichevole                                                             | -                                                                      | 61’                                                                    |
| 2-4-2003                                                               | Sunderland                                                             | Inghilterra                                                            | 2 – 0                                                                  | Turchia                                                                | Qual. Euro 2004                                                        | -                                                                      | 70’                                                                    |
| 30-4-2003                                                              | Teplice                                                                | Rep. Ceca                                                              | 4 – 0                                                                  | Turchia                                                                | Amichevole                                                             | -                                                                      | 44’                                                                    |
| 20-8-2003                                                              | Ankara                                                                 | Turchia                                                                | 2 – 0                                                                  | Moldavia                                                               | Amichevole                                                             | -                                                                      | 62’                                                                    |
| 6-9-2003                                                               | Vaduz                                                                  | Liechtenstein                                                          | 0 – 3                                                                  | Turchia                                                                | Qual. Euro 2004                                                        | -                                                                      | 64’                                                                    |
| 9-9-2003                                                               | Dublino                                                                | Irlanda                                                                | 2 – 2                                                                  | Turchia                                                                | Amichevole                                                             | -                                                                      | 46’                                                                    |
| 19-11-2003                                                             | Istanbul                                                               | Turchia                                                                | 2 – 2                                                                  | Lettonia                                                               | Qual. Euro 2004                                                        | -                                                                      | 78’                                                                    |
| 28-4-2004                                                              | Bruxelles                                                              | Belgio                                                                 | 2 – 3                                                                  | Turchia                                                                | Amichevole                                                             | -                                                                      | 26’ 46’                                                                |
| 21-5-2004                                                              | Sydney                                                                 | Australia                                                              | 1 – 3                                                                  | Turchia                                                                | Amichevole                                                             | -                                                                      |                                                                        |
| 2-6-2004                                                               | Seul                                                                   | Corea del Sud                                                          | 0 – 1                                                                  | Turchia                                                                | Amichevole                                                             | -                                                                      | 46’                                                                    |
| 5-6-2004                                                               | Taegu                                                                  | Corea del Sud                                                          | 2 – 1                                                                  | Turchia                                                                | Amichevole                                                             | -                                                                      | 29’                                                                    |
| 18-8-2004                                                              | Istanbul                                                               | Turchia                                                                | 1 – 2                                                                  | Bielorussia                                                            | Amichevole                                                             | -                                                                      | 46’                                                                    |
| 4-9-2004                                                               | Trebisonda                                                             | Turchia                                                                | 1 – 1                                                                  | Georgia                                                                | Qual. Mondiali 2006                                                    | -                                                                      | 32’, 59’                                                               |
| 9-10-2004                                                              | Istanbul                                                               | Turchia                                                                | 4 – 0                                                                  | Kazakistan                                                             | Qual. Mondiali 2006                                                    | -                                                                      | 63’                                                                    |
| 17-8-2005                                                              | Sofia                                                                  | Bulgaria                                                               | 3 – 1                                                                  | Turchia                                                                | Amichevole                                                             | -                                                                      | 71’                                                                    |
| 3-9-2005                                                               | Istanbul                                                               | Turchia                                                                | 2 – 2                                                                  | Danimarca                                                              | Qual. Mondiali 2006                                                    | -                                                                      | 46’                                                                    |
| 7-9-2005                                                               | Kiev                                                                   | Ucraina                                                                | 0 – 1                                                                  | Turchia                                                                | Qual. Mondiali 2006                                                    | -                                                                      | 82’ 90+1’                                                              |
| 1-3-2006                                                               | Smirne                                                                 | Turchia                                                                | 2 – 2                                                                  | Rep. Ceca                                                              | Amichevole                                                             | -                                                                      | 46’                                                                    |
| Totale                                                                 |                                                                        | Presenze                                                               | 40                                                                     |                                                                        | Reti                                                                   | 2                                                                      |                                                                        |

## Palmarès

### Club

#### Competizioni nazionali
- Campionato turco: 5

Galatasaray: 1997-1998, 1998-1999, 1999-2000, 2001-2002, 2005-2006
- Coppa di Turchia: 3

Galatasaray: 1998-1999, 1999-2000, 2004-2005
- Supercoppa di Turchia: 1

Galatasaray: 2008

#### Competizioni Internazionali
- Coppa UEFA: 1

Galatasaray: 1999-2000
- Supercoppa UEFA: 1

Galatasaray: 2000